# Ziegelbach (Main)
Der Ziegelbach oder Mühlbach ist ein linker Zufluss des Mains auf der Marktheidenfelder Platte am Rande des Naturparks Spessart in Bayern.

## Geographie

### Verlauf
Die Quelle des Ziegelbachs befindet sich eigentlich zwischen Duttenbrunn und Himmelstadt. Dieser Oberlauf liegt jedoch die meiste Zeit im Jahr trocken. Das Bachbett führt dann erst in Wiesenfeld ab der Mündung des Lepbachs wieder Wasser. Der untere Talabschnitt ist deutlich steiler. Der Ziegelbach mündet unterhalb der Ruine Schönrain in den Main.

### Zuflüsse
- Eßlersberggraben (rechts, zeitweilig trocken)
- Dorfgraben (links, zeitweilig trocken)
- Riedgraben (links, zeitweilig trocken)
- Lepbach (links)
- Sohlgraben (links, zeitweilig trocken)
- Roter Graben (rechts)
- Höllgraben (links)
- Fuchslochgraben (links)